# Dafnis Balduz
Dafnis Balduz (Vilanova i la Geltrú, Garraf, 7 de juny de 1983) és un actor català de teatre, cinema i televisió, conegut per la sèrie de tv3 Ventdelplà o per les pel·lícules Forasters o Malnazidos.
Va estudiar Interpretació a l'Institut del Teatre de Barcelona, i cant al Conservatori Mestre Montserrat, entre altres escoles. El 2008 va lliurar els premis del concurs de guions organitzat pel servei de Política Lingüística d'Andorra. L'any 2009 va estar nominat al Premi Gaudí a la Millor interpretació masculina secundària pel seu paper a la pel·lícula Forasters, de Ventura Pons, i a l'edició de l'any següent en va ser un dels presentadors. Guanyador del premi Cinema Gavia a millor actor de teatre per La Golondrina el 2021 i del premi a millor actor a la XXVIII edició dels Premis Butaca per L'Oreneta.

## Filmografia

### Cinema
- 1999: La ciutat dels prodigis, de Mario Camus
- 2001: L'illa de l'holandès, de Sigfrid Monleón
- 2008: Forasters, de Ventura Pons
- 2008: Espléndido, curtmetratge de David Ciurana
- 2008: A las tres de la tarde, curtmetratge de Cristina Escoda
- 2009: Xtrems, d'Abel Folk i Joan Riedweg
- 2009: Tres dies amb la família, de Mar Coll
- 2009: Todas las familias felices, curtmetratge de Bruno Sarabia
- 2010: Lo más importante de la vida es no haber muerto, d'Olivier Pictet, Marc Recuenco i Pablo Martín Torrado
- 2010: La familia de mi novia, curtmetratge de Guillermo Chapa
- 2011: Mi ritual, curtmetratge de Dídac Cercerva.
- 2011: Mil cretins, de Ventura Pons
- 2012: Psychophony, de Xavier Berraondo
- 2015: Hablar, de Joaquim Oristrell
- 2015: Il papa della gente, de Daniele Luchetti
- 2019: Mientras dure la guerra, d'Alejandro Amenábar
- 2019: El cerro de los dioses, de Daniel M. Caneiro
- 2020: Malnazidos, de Javier Ruiz Caldera i Alberto de Toro
- 2020: Joc de nens, curtmetratge de Rubén Sánchez
- 2022: Les línies tortes de Déu, d'Oriol Paulo

### Televisió
- 1998: Laberint d'ombres
- 1998: Dues dones, telefilm d'Enric Folch
- 2001: Pagats per riure, sèrie d'Agustí Vila
- 2003: Jugar a matar, telefilm d'Isidro Ortiz
- 2004: Hospital Central, episodi Fuegos artificiales
- 2005: Amar es para siempre. Diagonal TV. Antena3
- 2005-2010: Ventdelplà, sèrie de Josep Maria Benet i Jornet
- 2010: Ermessenda, minisèrie de Lluís Maria Güell
- 2010: Gavilanes. Gestmusic. Antena 3
- 2011: 14 d'Abril. Macià contra Companys. Minoria Absoluta. TV3
- 2012: Kubala Moreno i Manchón. Diagonal TV. TV3
- 2013: Desclassificats. Animals Films, Focus. TV3
- 2015: Llámame Francisco: La vida de un Papa
- 2015: Carlos, Rey Emperador. Diagonal TV. TVE
- 2016: Jo, Ramon Llull. TV3
- 2016: Nit i Dia. Mediapro. TV3
- 2017: El incidente. Boomerang TV. Antena3
- 2017: Velvet Colección. Bambú Producciones. Movistar +
- 2018: Amor de cans. Nova Producciones. IB3
- 2018: El día de mañana. Mod Producciones. Movistar +
- 2019: L'enigma Verdaguer, telefilm de Lluís Maria Güell
- 2019: Señoras del (H)AMPA. Mandarina Producciones, Mediaset. Telecinco
- 2020: Jo també em quedo a casa
- 2020: Dime quién soy. De Lorenzo producciones e inversiones. Movistar+
- 2020: Inés del alma mía. Boomerang TV. TVE. Amazon Prime
- 2020: Los favoritos de Midas. Netflix

### Teatre
- 1994-1995: Perduts a Yonkers, de Neil Simon i direcció de Josep M. Porta
- 1996: El petit príncep, d'Antoine de Saint-Exupéry i direcció de Montse Obrador
- 1997: El somni d'una nit d'estiu, de William Shakespeare i direcció de Susanna García-Prieto
- 1997-1998: Telefills, direcció d'Albert Burgos
- 1997-1998: Els meus amics, el meu jardí, direcció de Lourdes Gonell
- 1997-1998: Tutti Frutti. Animacions per encàrrec de l'Ajuntament de Vilanova i la Geltrú
- 1999: La comèdia de l'olla, direcció de Lourdes Gonell
- 1999: La barca nova, d'Ignasi Iglesias i direcció de Joan Castells, al Teatre Nacional de Catalunya
- 2000: Àtic, d'Àfrica Ragel i direcció d'Oriol Freixenet
- 2001: Nit al parc i direcció de Montse Obrador
- 2003: El Cafè de la Marina, d'Àngel Guimerà i direcció de Rafel Duran, al Teatre Nacional de Catalunya
- 2003-2004: Allegro, direcció de Montse Obrador
- 2004: Cortesans, de naixença, raça vil, direcció d'Alícia Gorina
- 2004: Trilogía en Nueva York, de Harvey Fierstein i direcció d'Òscar Molina, al Teatre Artenbrut
- 2004: Ser un altre, escrita i dirigida per Jordi Faura
- 2004: La doble inconstància, de Marivaux i direcció de Magda Puyo. Taller de l'Institut del Teatre
- 2005: Una més a la llista, de Xavier Durringer i direcció de Joan Anguera
- 2005: El misàntrop, de Molière i direcció d'Antonio Simón. Taller de l'Institut del Teatre
- 2005: Léon al desert dels prínceps, d'Antoine de Saint-Exupéry i direcció d'Òscar Intente
- 2005: Casa i jardí, d'Alan Ayckbourn i direcció de Ferran Madico
- 2006: Les dones sàvies, de Molière i direcció de Pau Monterde
- 2006: La fam, de Joan Oliver i direcció de Pep Pla, a la Sala Petita del Teatre Nacional de Catalunya
- 2006: Qui a casa torna, direcció d'Alex Dezón
- 2006-2007: L'illa dels esclaus, de Marivaux i direcció de Gemma Beltran. Companyia Dei Furbi
- 2007: Arguments, direcció de Ramon Simó i Vinyes. Taller de l'Institut del Teatre
- 2007: Requiem for Comaneci, direcció de Raquel Tomàs
- 2007: Arcàdia, de Tom Stoppard i direcció de Ramon Simó, a la Sala Petita del Teatre Nacional de Catalunya
- 2007: Mama Medea, de Tom Lanoye i direcció de Magda Puyo, al Teatre Romea
- 2008: Don Juan Tenorio lectura dramatitzada de l'obra de José Zorrilla i direcció de Carles Canut, al Teatre Romea
- 2008: Les coses de la forma (variació sobre La forma de les coses de Neil LaBoute), d'Aleix Aguilà i direcció d'Àlex D. Capo, al Teatre Lliure[4]
- 2009: Don Carlos, de Friedrich von Schiller i direcció de Calixto Bieito, al Centro Dramático Nacional
- 2010: El cafè, de Carlo Goldoni i direcció de Joan Ollé, al Teatre Romea
- 2010: Nô, de Yukio Mishima i direcció de Joan Ollé
- 2010: Pel davant i pel darrera, de Michael Frayn i direcció d'Alexander Herold
- 2010: Prime Time. Dir. Martí Torras
- 2012: The Guarry Men Show. Dir. Pau Roca
- 2012: El furgatori. Dir. Iban Beltrán
- 2013: Sí, Primer Ministre. Dir. Abel Folk
- 2013: Elvis & Whitney. Dir. Pau Roca
- 2013: Bangkok. Dir. Antonio Morcillo
- 2014: El zoo de vidre. Dir. Josep Maria Pou
- 2015: Pels pèls. Dir. Abel Folk
- 2015: Mots de ritual per Electra. Dir. Jordi Coca
- 2016: Thud. Dir. Nico Baumgartner
- 2016: Terra Firma. Dir. Sam Underwood
- 2015: Bajo terapia. Dir. de Daniel Veronese
- 2016: Port Arthur. Dir. Jordi Casanovas
- 2016: Una vida al teatre. Dir. Moisès Maicas
- 2016: Delikatessen. Dir. Joan Ollé
- 2017: La taverna dels bufons. Dir. Martí Torras
- 2019: Expediente K. Dir. Alex D. Capo
- 2019: El sueño de la vida. Dir. Lluís Pasqual
- 2019: Oscuridad. Dir. Gorka Lasaosa i Abel Vernet
- 2020: La Golondrina. Dir. Josep Maria Mestres
- 2021: Nápoles Millonaria. Dir. Antonio Simón